# Aeropuerto de Kangirsuk
El Aeropuerto de Kangirsuk (del inglés: Kangirsuk Airport) (IATA: YKG, OACI: CYAS) está ubicado a 0,5 MN (0,93 km; 0,58 mi) al este de Kangirsuk, Quebec, Canadá.

## Aerolíneas y destinos
Air Inuit realiza regularmente vuelos regulares desde y hacia el aeropuerto con el de Havilland Dash 8-300 (DH3) y el de Havilland Canada DHC-6 Twin Otter.
- Air Inuit
  - Ciudad de Quebec / Aeropuerto internacional Jean-Lesage de Quebec
  - Kuujjuaq / Aeropuerto de Kuujjuaq
  - Aupaluk / Aeropuerto de Aupaluk
  - Quaqtaq / Aeropuerto de Quaqtaq
  - Kangiqsujuaq / Aeropuerto de Kangiqsujuaq